# Auguste Mattagne
Auguste Mathieu Marie Ghislain Mattagne, né le 17 janvier 1882 à Wavre et y décédé le 18 août 1940  fut un homme politique belge catholique.
Il fut commerçant.
Il fut élu conseiller communal (1926) de Wavre ; sénateur de l'arrondissement de Nivelles (1929-32), puis sénateur coopté (1932-36).

## Sources
- Bio sur ODIS